# Johan Jorna
Johan Homarius Jorna (Almenum, 16 maart 1930 – Amsterdam, 7 februari 2016) was een Nederlands beeldhouwer en medailleur.

## Leven en werk
Jorna kwam uit een Friese tuindersfamilie en was een zoon van kweker Theodorus Benedictus (Tjeerd) Jorna en Elisabeth Stoelinga. De familie was katholiek, Johan zou aanvankelijk pater worden en bezocht het gymnasium in Venray. Hij was echter al jong met klei bezig en koos voor een kunstzinnige richting. Hij werd opgeleid aan de Rijksnormaalschool voor Teekenonderwijzers, waar hij zijn M.O.-akten haalde. Hij deed een proefjaar aan de Rijksakademie van beeldende kunsten in Amsterdam, maar werd niet toegelaten. Hij ging vervolgens aan het werk bij een atelier in Salzburg. Hij bezocht er de Internationale Sommerakademie für Bildende Kunst, onder leiding van Giacomo Manzù, en won de beeldhouwprijs van de Sommerakademie (1959). Terug in Amsterdam gaf hij tekenles aan de Pius M.M.S. Hij woonde in een gemeentelijke kunstenaarsflat aan de Rapenburgerstraat, tot zijn buren behoorden Renze Hettema, Ruth Brouwer, Riek Wesseling en Jos Wong.
It Jonkje
Op verzoek van Bert Haanstra maakte Jorna een gipsen beeld van een jongen die zijn vinger in de dijk steekt, naar een verhaal in het 19e-eeuws boek over Hans Brinker. Het beeld werd gebruikt voor Haanstra's film De zaak M.P. (1960). Op initiatief van Haanstra werd in 1962 een bronzen afgietsel van het beeld geplaatst in Harlingen, dat It Jonkje wordt genoemd. Jorna had dat jaar zijn eerste solo-expositie in het Hannemahuis ter plaatse.
Jorna was in de jaren zestig en zeventig actief in de kunstwereld, hij was onder meer lid van de Beroepsvereniging van Beeldende Kunstenaars en de Amsterdamse Katholieke Werkgemeenschap (onderdeel van de Algemene Katholieke Kunstenaarsvereniging), bestuurslid van de Nederlandse Kring van Beeldhouwers en secretaris van de Stichting Samenwerkende Amsterdamse Kunstenaarsverenigingen. Begin jaren zeventig hield Jorna zich ook bezig met ruimtelijke vormgeving en richtte hij onder meer schoolpleinen in in Amstelveen, Gouda, Sneek en Zaandam en pleinen en speelterreinen in nieuwbouwwijken in Haarlem en Uithoorn. Van 1989 tot 1995 gaf hij nog les in industrieel ontwerpen aan de Technische Universiteit Delft.
De beeldhouwer was vijftig jaar samen met Rob Jurka (1945), die van 1970 tot 1992 galeriehouder was in Amsterdam. Jorna overleed in 2016, op 85-jarige leeftijd.

## Enkele werken
beelden
- 1962 It Jonkje, Waddenpromenade, Harlingen
- 196? beeld voor provinciaal elektriciteitsgebouw Delfland, Delft
- 1969 plastiek voor de lts in Drachten
- 1972 Sport en lichaamsbeweging of Compositie in brons, Schooneggendreef, Overvecht, Utrecht
- 1972 verzetsbeeld Stichting 1940-1945, Museumpark, Overloon
- 1985 Nikkelen Nelis (Wim Sonneveld), Jan Pieterszoon Coenstraat, Utrecht
- betonreliëf parkeergarage, Haarlem

penningen
- 1962 Bonifatius-penning: erepenning ter herinnering aan de onthulling van het Bonifatiusmonument in Dokkum, uitgereikt aan onder anderen prinses Beatrix[5]
- 1966 skûtsjesilen-penning: een jaarlijkse staatsprijs, ingesteld door de minister van CRM
- 1972 Vondelparkslaper: jaarpenning 1973 van de Vereniging voor Penningkunst

## Fotogalerij

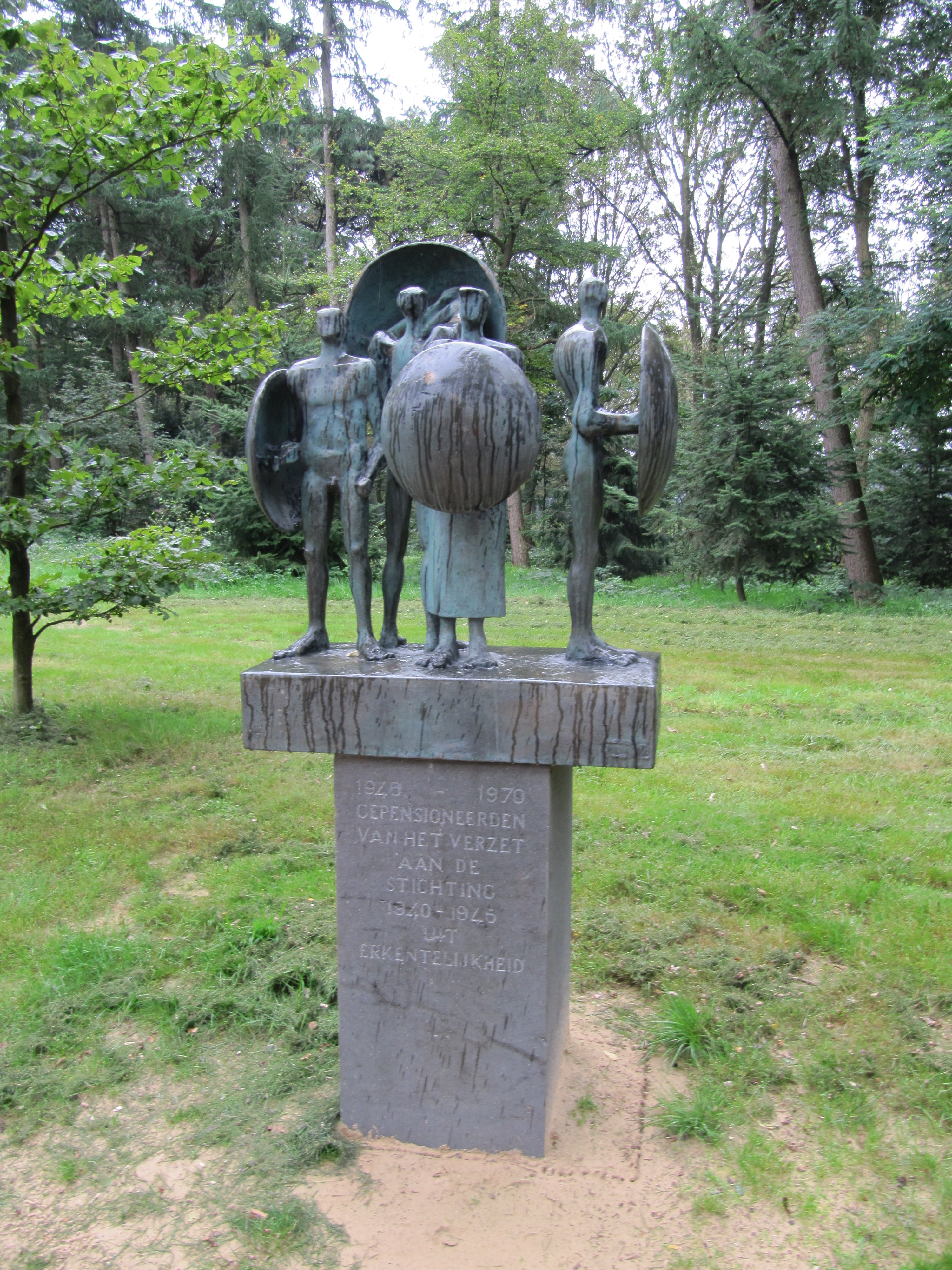
Monument in het Museumpark
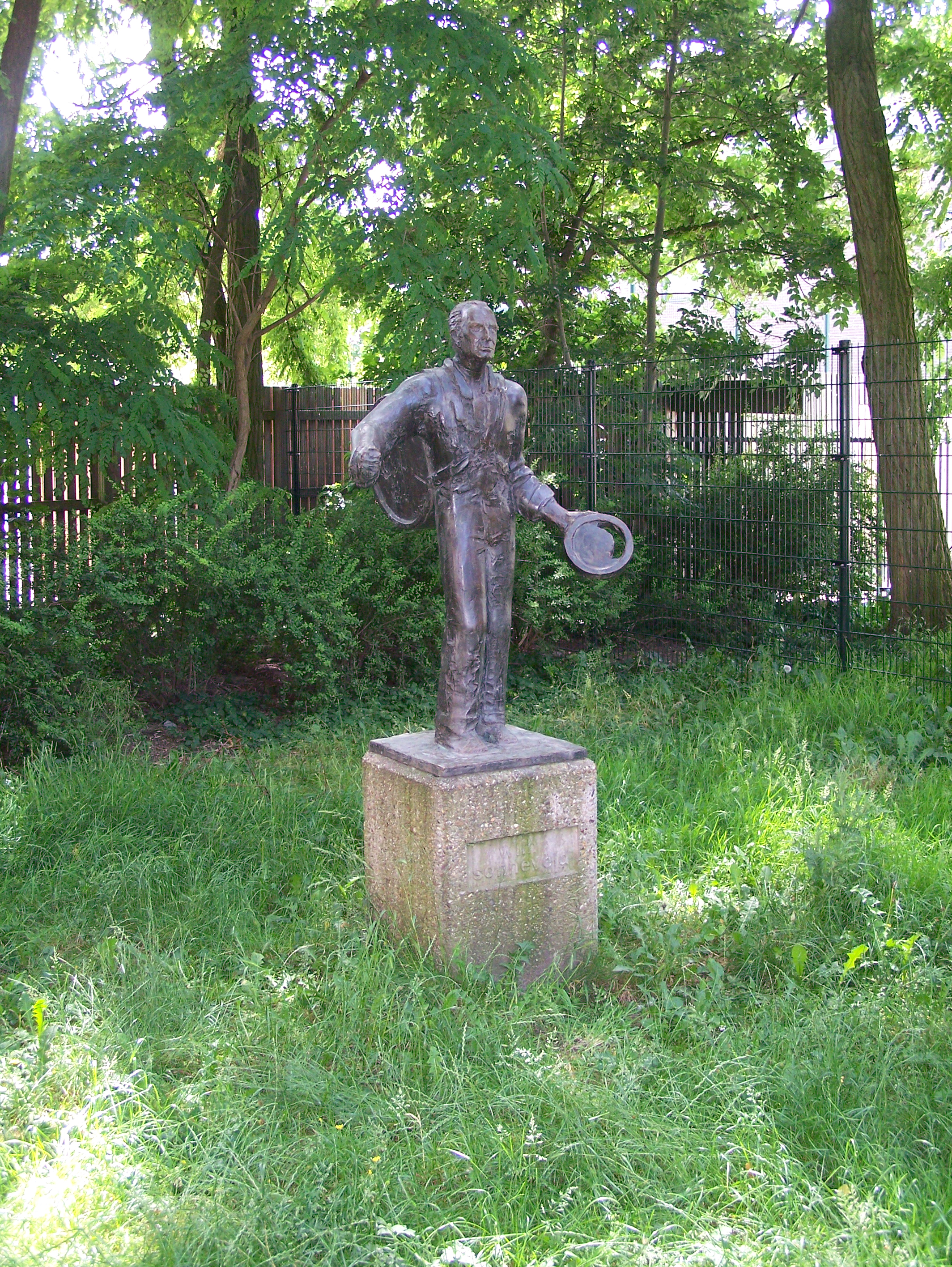
Nikkelen Nelis

- RKD-Nederlands Instituut voor Kunstgeschiedenis: 42925